# Sydney Pickrem
Sydney Pickrem (ur. 21 maja 1997 w Oldsmar na Florydzie) – kanadyjska pływaczka specjalizująca się w stylu zmiennym, brązowa medalistka igrzysk olimpijskich, wicemistrzyni świata.

## Kariera pływacka
W lipcu 2015 roku podczas igrzysk panamerykańskich w Toronto zdobyła srebro na 400 m stylem zmiennym i brąz na dystansie dwukrotnie krótszym.
Miesiąc później, na mistrzostwach świata w Kazaniu zarówno w eliminacjach jak i półfinale 200 m stylem zmiennym poprawiła rekord Kanady, uzyskawszy odpowiednio czasy 2:10,94 i 2:10,08. W finale tej konkurencji była szósta (2:10,32). Na dystansie 400 m stylem zmiennym zajęła 14. miejsce z wynikiem 4:40,60 min.
Podczas igrzysk olimpijskich w Rio de Janeiro w konkurencji 200 m stylem zmiennym uplasowała się na szóstej pozycji, uzyskawszy czas 2:11,22. Na 400 m tym samym stylem została sklasyfikowana na 12. miejscu (4:38,06).
W 2017 roku na mistrzostwach świata w Budapeszcie zdobyła brązowy medal na dystansie 400 m stylem zmiennym, uzyskawszy czas 4:32,88. W półfinale 200 m stylem zmiennym wynikiem 2:09,17 ustanowiła nowy rekord Kanady i zakwalifikowała się do wyścigu finałowego, którego jednak nie ukończyła, ponieważ zakrztusiła się wodą.